# Arhopala agrata
Arhopala agrata är en fjärilsart som beskrevs av De Nicéville 1890. Arhopala agrata ingår i släktet Arhopala och familjen juvelvingar. Inga underarter finns listade i Catalogue of Life.

## Bildgalleri

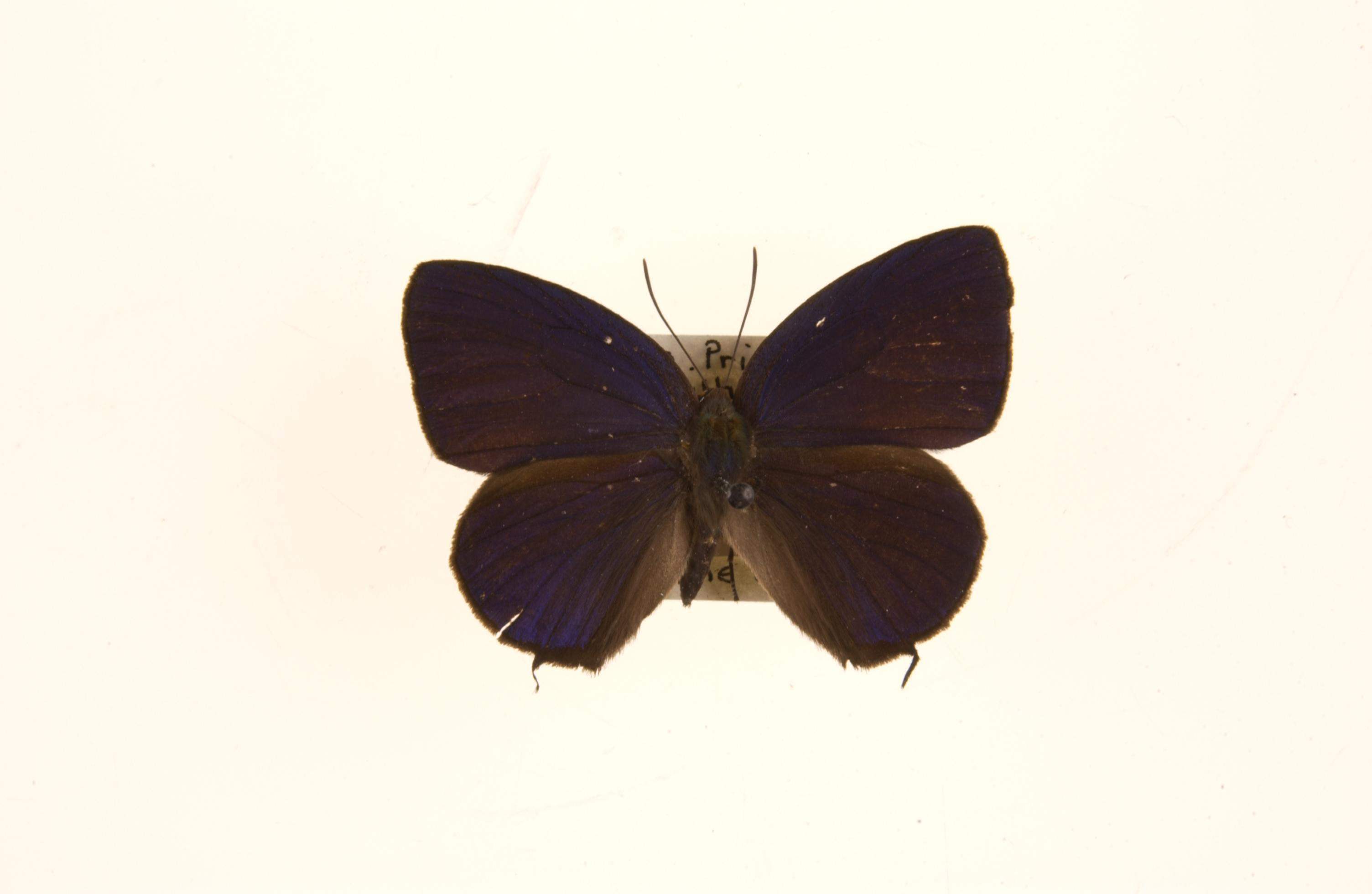